# Mistrovství Československa jednotlivců na klasické ploché dráze 1957
Mistrovství Československa jednotlivců na klasické ploché dráze 1957 se skládalo z 3 závodů.

## Závody
Z1 = Žatec - 4. 8. 1957
Z2 = Žarnovica - 11. 8. 1957
Z3 = Kopřivnice - 22. 9. 1957

## Celkové výsledky
| Pořadí | Jméno           | Klub | Body  | Body celkem |
| ------ | --------------- | ---- | ----- | ----------- |
| 1.     | Rudolf Havelka  |      | 6,6,6 | 18          |
| 2.     | Josef Kysilka   |      | 4,1,4 | 9           |
| 3.     | Hugo Rosák      |      | 3,3,0 | 6           |
| 4.     | Miloslav Špinka |      | 2,2,- | 4           |
| 5.     | Jaroslav Volf   |      | 0,4,0 | 4           |
| 6.     | Libor Dušánek   |      | 0,0,3 | 3           |
| 7.     | Jan Lucák       |      | 1,0,1 | 2           |
| 8.     | Jaroslav Machač |      | 0,0,2 | 2           |

Body za umístění ve finálové jízdě
1. místo – 6 bodů
2. místo – 4 body
3. místo – 3 body
4. místo – 2 body
5. místo – 1 bod